# Tjesbastperet
Tjesbastperet est une princesse égyptienne de la XXIIe dynastie, fille d'Osorkon II.

## Généalogie
Fille du roi Osorkon II, il semble que Tjesbastperet soit née à la fin du règne, fruit de l'union du roi avec Isetemkhébyt, une épouse secondaire.
Elle épouse Takélot qui est lui-même le fils de son demi frère Sheshonq, grand prêtre de Ptah à Memphis et lui donne un fils Padiiset qui deviendra lui-même grand prêtre de Ptah sous le règne de Sheshonq III, et une fille Djedbastetesânkh qui épousera le pharaon Sheshonq III.

## Biographie
Les seules mentions de sa vie sont des précisions généalogiques que feront les descendants de Takélot qui se succèderont au pontificat memphite jusqu'à la fin de la dynastie.

## Sépulture
Comme presque toutes les princesses et épouses royales de la Troisième Période intermédiaire, on ignore le lieu exact de sa sépulture qui aurait pu être située à Memphis dans l'enceinte d'un des sanctuaires de l'antique capitale selon une pratique devenue fréquente à dater de cette époque d'inhumer les membres de la famille royale au plus près des temples afin de les protéger du pillage.
Les quatre vases canopes de la princesse sont en tout cas conservés au Musée d'Histoire de l'Art de Vienne en Autriche, démontrant que le tombeau de la princesse a bien été trouvé et pillé.
Ces quatre vases canopes en albâtre d'une facture très classique portent sur leur panse une dédicace donnant le nom de la princesse ainsi que ceux de ses parents. Ils sont un témoignage rare du viatique funéraire qui accompagnait les filles royales de la dynastie et dont la qualité rivalise avec les meilleurs exemplaires connus sortis des ateliers royaux qui ont été retrouvés dans tombes royales ou princières, que ce soit à Tanis ou à Memphis.